# Blechnum extensum
Blechnum extensum är en kambräkenväxtart som beskrevs av Fée. Blechnum extensum ingår i släktet Blechnum och familjen Blechnaceae. Inga underarter finns listade.